# L'últim llop
L'últim llop (títol original en anglès, Wolf Totem) és una coproducció xinesa i francesa de 2015 dirigida per Jean-Jacques Annaud l'argument de la qual es basa en el llibre Wolf Totem, de Jiang Rong (pseudònim de Lu Jiamin), que és una novel·la semi-autobiogràfica.

## Argument
El 1969, en plena Revolució Cultural, Chen Zhen, un jove estudiant de Beijing, és enviat a la Mongòlia Interior per educar a una tribu de pastors nòmades. Vivint en una zona rural, l'estudiant haurà d'adaptar-se a una vida hostil en plena natura, envoltat d'una de les criatures més temudes i reverenciades els mogols: el llop. Fascinat per la relació quasi mística entre aquestes criatures i els pastors, captura un llobató per domesticar-lo. L'emotiva relació entre Chen i el seu nou amic es veuen trastocades quan un representant regional de l'autoritat central decideix eliminar com sigui a tots els llops de la regió amb la col·laboració d'altres mogols que volen ser sedentaris i que fugen de la pobresa extrema. Amb l'extermini dels llops, que trenca l'equilibri que havien conservat els pastors, el déu del cel Tengri es difumina i un món s'acaba. Definitivament?

## Repartiment
- Feng Shaofeng: Chen Zhen
- Shawn Dou: Yang Ke
- Ankhnyam Ragchaa: Gasma
- Basen Zhabu: Bilig
- Yin Zhusheng: Bao Shungui
- Baoyingexige
- Tumenbayar
- Xilindule
- Bao Hailong